# گمینا زبیچنو
گمینا زبیچنو (به لهستانی:  Gmina Zbiczno) یک گمینا در لهستان است که در شهرستان برودنیتسا واقع شده‌است. گمینا زبیچنو ۱۳۲٫۹ کیلومتر مربع مساحت و ۴٬۷۱۹ نفر جمعیت دارد.